# Zamosze (rejon prużański)
Zamosze (biał. Замошша; ros. Замошье) – wieś na Białorusi, w obwodzie brzeskim, w rejonie prużańskim, w sielsowiecie Mokre.
W dwudziestoleciu międzywojennym leżało w Polsce, w województwie poleskim, w powiecie prużańskim.